# 이토촌 (후쿠이현)
이토촌(糸生村)은 후쿠이현 뉴군에 있던 촌이다. 현재의 에치젠정 북서일대에 해당한다.

## 역사
- 1889년 4월 1일 - 정촌제 시행에 의해 13개 촌의 구역을 가지고 성립하였다.
- 1955년 3월 31일 - 아사히정과 합병해 새로운 아사히정이 성립하여, 동일 이토촌은 폐지되었다.

## 참고문헌
- 角川日本地名大辞典 18 福井県